# Bergholmen, Kyrkslätt
Bergholmen är en ö i Finland. Den ligger i Finska viken och i kommunen Kyrkslätt i den ekonomiska regionen  Helsingfors i landskapet Nyland, i den södra delen av landet. Ön ligger omkring 19 kilometer sydväst om Helsingfors.
Öns area är 2,3 hektar och dess största längd är 330 meter i öst-västlig riktning.